# بال‌فنجانی تایوانی
بال‌فنجانی تایوانی (نام علمی: Pnoepyga formosana) نام یک گونه از سرده بال‌فنجانی‌ها است.